# Бенуа Гогю
Бенуа Гогю (фр. Benoît Hogue, нар. 28 жовтня 1966, Репантіньї) — колишній канадський хокеїст, що грав на позиції центрального нападника.

## Ігрова кар'єра
Професійну хокейну кар'єру розпочав 1986 року.
1985 року був обраний на драфті НХЛ під 35-м загальним номером командою «Баффало Сейбрс». 
Протягом професійної клубної ігрової кар'єри, що тривала 17 років, захищав кольори команд «Баффало Сейбрс» (1987–1991), «Нью-Йорк Айлендерс» (1991–1995), «Торонто Мейпл-Ліфс» (1995–1996), «Даллас Старс» (1996–1998 та 2000–2002), «Тампа-Бей Лайтнінг» (1998-1999), «Даллас Старс» (1999), «Фінікс Койотс» (1999–2000), «Бостон Брюїнс» (2002) та «Вашингтон Кепіталс» (2002).

## Нагороди та досягнення
- Володар Кубка Колдера в складі «Рочестер Американс» — 1987.
- Володар Кубка Стенлі в складі «Даллас Старс» — 1999.

## Статистика НХЛ
|                  | Сезони | І   | Г   | П   | О   | ШХ  |
| ---------------- | ------ | --- | --- | --- | --- | --- |
| Регулярний сезон | 15     | 863 | 222 | 321 | 543 | 877 |
| Плей-оф          | 11     | 92  | 17  | 16  | 33  | 124 |